# 羅英 (正德進士)
羅英（15世纪？—16世纪？年），字汝延，湖廣武昌府江夏縣人，民籍。明朝官员。

## 生平
正德八年（1513年）癸酉科湖广乡试舉人，九年（1514年）联捷甲戌科二甲第121名進士，授户部主事，遷员外郎，嘉靖七年（1528年）任江西饒州府知府，調安庆府知府。嘉靖十年（1531年）五月升福建按察司副使，十三年六月升广西布政使司右参政。